# 페코 (이탈리아)

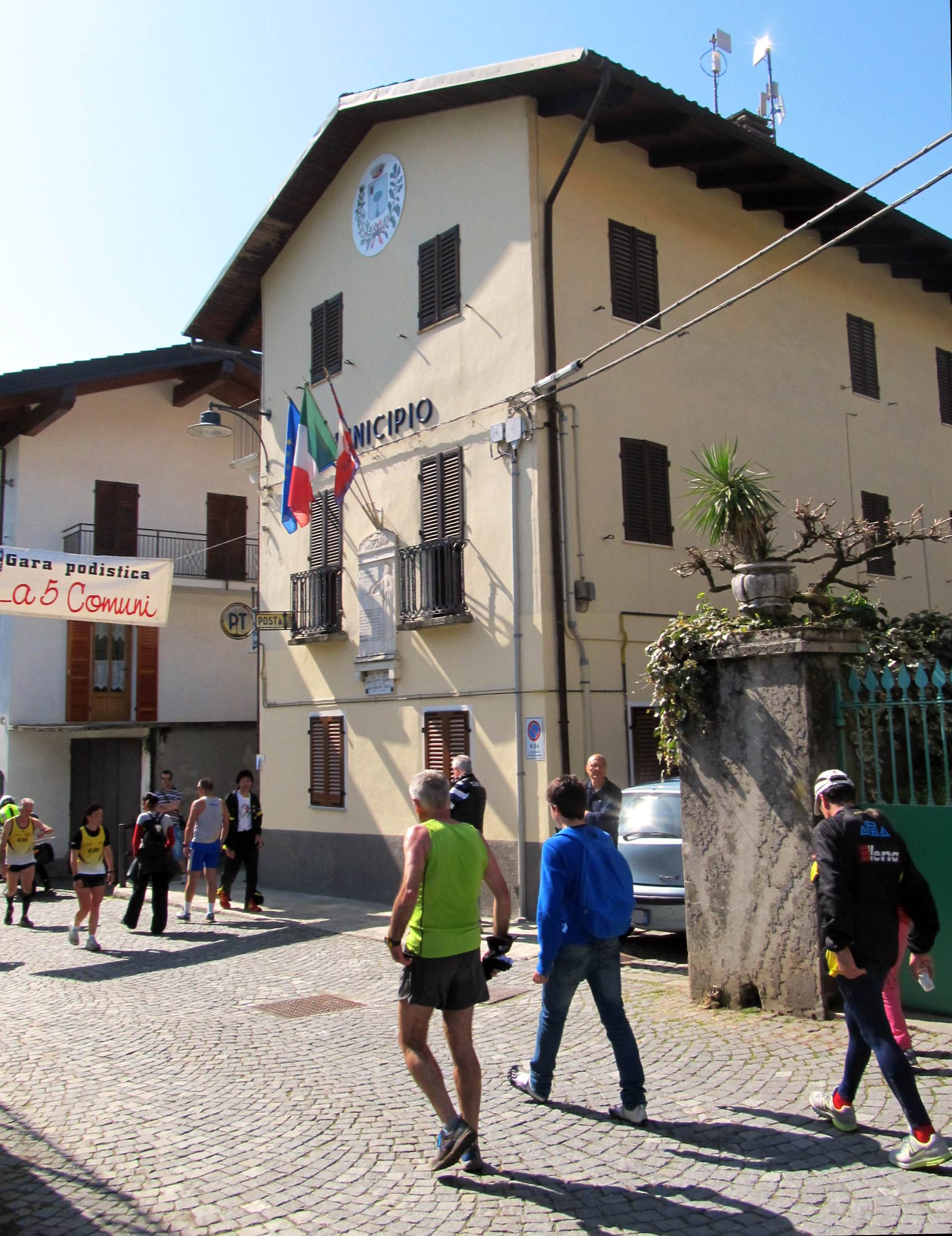

페코(Pecco)는 이탈리아 토리노 광역시의 코무네 프라치오네이다. 토리노에서 북쪽으로 약 45킬로미터 지점에 위치해 있다. 2019년 1월까지는 별개의 코무네였다.
이 지역의 인구 수는 222명이며 우편 코드는 10080이다. 시간대는 기본으로 UTC+1(CET)를, 일광 절약 시간제에서는 UTC+2 (CEST)를 사용한다.